# Cotton Plant, Arkansas
Cotton Plant là một thành phố thuộc quận Woodruff, tiểu bang Arkansas, Hoa Kỳ. Năm 2010, dân số của thành phố này là 649 người.

## Dân số
- Dân số năm 2000: 960 người.
- Dân số năm 2010: 649 người.